# گورایتس (استان پودکارپاتسکیه)
گورایتس (به لاتین: Gorajec) یک روستا در لهستان است که در گمینا چیشانوو واقع شده‌است.